# 柴天佑
柴天佑（1947年11月7日—），男，甘肃兰州人，中国控制理论和控制工程专家，中国工程院院士，东北大学学术委员会主任。

## 生平
1980年毕业于东北电力学院。1983年获得东北工学院工业自动化专业博士学位，并留校任教。1988年晋升为教授。
2003年当选中国工程院院士。2007年，当选IEEE Fellow。